# Llista de topònims de Ribera d'Urgellet
Llista de topònims (noms propis de lloc) del municipi de Ribera d'Urgellet, a l'Alt Urgell
Informació actualitzada per un bot. Els canvis manuals es perdran quan s'actualitzi!

## borda
| imatge | Nom                    | Ubicat a          | instància de | Detalls | coordenades                                                         | Protecció | Commons (més fotos) | Dades a WD                    |
| ------ | ---------------------- | ----------------- | ------------ | ------- | ------------------------------------------------------------------- | --------- | ------------------- | ----------------------------- |
|        | Barraca del Baró       | Ribera d'Urgellet | borda        |         | 42° 14′ 38″ N, 1° 21′ 03″ E / 42.2438050724155°N,1.35071584870252°E |           |                     | Modifica les dades a Wikidata |
|        | Barraca del Pauet      | Ribera d'Urgellet | borda        |         | 42° 14′ 52″ N, 1° 23′ 09″ E / 42.2478791366745°N,1.38576176816858°E |           |                     | Modifica les dades a Wikidata |
|        | Borda Maule            | Ribera d'Urgellet | borda        |         | 42° 20′ 43″ N, 1° 26′ 59″ E / 42.3453603063651°N,1.44983408731947°E |           |                     | Modifica les dades a Wikidata |
|        | Borda Murris           | Ribera d'Urgellet | borda        |         | 42° 20′ 43″ N, 1° 26′ 34″ E / 42.3452734133985°N,1.44275851211421°E |           |                     | Modifica les dades a Wikidata |
|        | Caseta del Sants       | Ribera d'Urgellet | borda        |         | 42° 19′ 26″ N, 1° 23′ 00″ E / 42.3238278405961°N,1.38336000159717°E |           |                     | Modifica les dades a Wikidata |
|        | Cobert del Redon       | Ribera d'Urgellet | borda        |         | 42° 19′ 42″ N, 1° 23′ 23″ E / 42.3282302317236°N,1.38965550364325°E |           |                     | Modifica les dades a Wikidata |
|        | Era del Martí          | Ribera d'Urgellet | borda era    |         | 42° 18′ 50″ N, 1° 23′ 02″ E / 42.3139109372048°N,1.3838929761829°E  |           |                     | Modifica les dades a Wikidata |
|        | Quadra del Fuster      | Ribera d'Urgellet | borda        |         | 42° 19′ 27″ N, 1° 22′ 56″ E / 42.3241084956693°N,1.38218775397807°E |           |                     | Modifica les dades a Wikidata |
|        | Quadra del Grau        | Ribera d'Urgellet | borda        |         | 42° 16′ 09″ N, 1° 22′ 40″ E / 42.269182964824°N,1.37780950546801°E  |           |                     | Modifica les dades a Wikidata |
|        | Quadra del Marquès     | Ribera d'Urgellet | borda        |         | 42° 14′ 22″ N, 1° 23′ 38″ E / 42.2393277503489°N,1.39376069515006°E |           |                     | Modifica les dades a Wikidata |
|        | Quadra del Màrtir      | Ribera d'Urgellet | borda        |         | 42° 13′ 52″ N, 1° 23′ 35″ E / 42.2311782325235°N,1.39317970424465°E |           |                     | Modifica les dades a Wikidata |
|        | borda de l'Obac        | Ribera d'Urgellet | borda        |         | 42° 18′ 24″ N, 1° 20′ 11″ E / 42.30679°N,1.33625°E                  |           |                     | Modifica les dades a Wikidata |
|        | borda del Baridà       | Ribera d'Urgellet | borda        |         | 42° 16′ 08″ N, 1° 19′ 10″ E / 42.268884481269°N,1.3194700287236°E   |           |                     | Modifica les dades a Wikidata |
|        | borda del Curt         | Ribera d'Urgellet | borda        |         | 42° 19′ 47″ N, 1° 24′ 28″ E / 42.3297357981685°N,1.4078227987803°E  |           |                     | Modifica les dades a Wikidata |
|        | borda del Fuster       | Ribera d'Urgellet | borda        |         | 42° 18′ 36″ N, 1° 21′ 56″ E / 42.310078651276°N,1.3656938707511°E   |           |                     | Modifica les dades a Wikidata |
|        | borda del Giralt       | Ribera d'Urgellet | borda        |         | 42° 18′ 42″ N, 1° 22′ 05″ E / 42.3115790793893°N,1.36804545366467°E |           |                     | Modifica les dades a Wikidata |
|        | borda del Grau         | Ribera d'Urgellet | borda        |         | 42° 16′ 17″ N, 1° 22′ 33″ E / 42.2714980794319°N,1.37594336189291°E |           |                     | Modifica les dades a Wikidata |
|        | borda del Manyagues    | Ribera d'Urgellet | borda        |         | 42° 19′ 46″ N, 1° 24′ 43″ E / 42.3293157068048°N,1.41194786038381°E |           |                     | Modifica les dades a Wikidata |
|        | borda del Marcell      | Ribera d'Urgellet | borda        |         | 42° 19′ 28″ N, 1° 23′ 35″ E / 42.3243692398719°N,1.39304288086506°E |           |                     | Modifica les dades a Wikidata |
|        | borda del Mariano      | Ribera d'Urgellet | borda        |         | 42° 19′ 49″ N, 1° 23′ 12″ E / 42.3301691753036°N,1.38664455337015°E |           |                     | Modifica les dades a Wikidata |
|        | borda del Martí        | Ribera d'Urgellet | borda        |         | 42° 19′ 35″ N, 1° 23′ 17″ E / 42.3264980868009°N,1.38815835621775°E |           |                     | Modifica les dades a Wikidata |
|        | borda del Miqueló      | Ribera d'Urgellet | borda        |         | 42° 19′ 38″ N, 1° 24′ 13″ E / 42.3271660163492°N,1.40371261255412°E |           |                     | Modifica les dades a Wikidata |
|        | borda del Pastisser    | Ribera d'Urgellet | borda        |         | 42° 18′ 37″ N, 1° 23′ 03″ E / 42.3101507622051°N,1.38419546041173°E |           |                     | Modifica les dades a Wikidata |
|        | borda del Perillós     | Ribera d'Urgellet | borda        |         | 42° 19′ 34″ N, 1° 24′ 33″ E / 42.3260982310399°N,1.40917674103603°E |           |                     | Modifica les dades a Wikidata |
|        | borda del Poblador     | Ribera d'Urgellet | borda        |         | 42° 18′ 42″ N, 1° 21′ 55″ E / 42.3117836123488°N,1.36533436071898°E |           |                     | Modifica les dades a Wikidata |
|        | borda del Ribes        | Ribera d'Urgellet | borda        |         | 42° 18′ 43″ N, 1° 22′ 03″ E / 42.311876875784°N,1.36745534166597°E  |           |                     | Modifica les dades a Wikidata |
|        | borda del Riu          | Ribera d'Urgellet | borda        |         | 42° 20′ 06″ N, 1° 23′ 39″ E / 42.334920815603°N,1.39409727148683°E  |           |                     | Modifica les dades a Wikidata |
|        | borda del Tuca         | Ribera d'Urgellet | borda        |         | 42° 19′ 06″ N, 1° 21′ 15″ E / 42.3182077101132°N,1.35421024520643°E |           |                     | Modifica les dades a Wikidata |
|        | borda del Xiuell       | Ribera d'Urgellet | borda        |         | 42° 18′ 38″ N, 1° 22′ 55″ E / 42.3106494116782°N,1.38187734629092°E |           |                     | Modifica les dades a Wikidata |
|        | cortal de Cal Llerola  | Ribera d'Urgellet | borda        |         | 42° 20′ 07″ N, 1° 27′ 17″ E / 42.3352128548594°N,1.45465948953031°E |           |                     | Modifica les dades a Wikidata |
|        | cortal de Cal Ramon    | Ribera d'Urgellet | borda        |         | 42° 20′ 04″ N, 1° 27′ 23″ E / 42.3343717938017°N,1.45640368982645°E |           |                     | Modifica les dades a Wikidata |
|        | cortal de Comaservera  | Ribera d'Urgellet | borda        |         | 42° 14′ 33″ N, 1° 24′ 15″ E / 42.2425975280558°N,1.40412553342968°E |           |                     | Modifica les dades a Wikidata |
|        | cortal de l'Altimir    | Ribera d'Urgellet | borda        |         | 42° 15′ 20″ N, 1° 24′ 12″ E / 42.2555369373282°N,1.40332646890443°E |           |                     | Modifica les dades a Wikidata |
|        | cortal de l'Andorrà    | Ribera d'Urgellet | borda        |         | 42° 14′ 34″ N, 1° 23′ 48″ E / 42.2426483252973°N,1.39679139904513°E |           |                     | Modifica les dades a Wikidata |
|        | cortal de la Socarrada | Ribera d'Urgellet | borda        |         | 42° 14′ 06″ N, 1° 24′ 10″ E / 42.234952484727°N,1.4027787225655°E   |           |                     | Modifica les dades a Wikidata |
|        | cortal del Costa       | Ribera d'Urgellet | borda        |         | 42° 14′ 22″ N, 1° 22′ 26″ E / 42.2394614928063°N,1.37385659137406°E |           |                     | Modifica les dades a Wikidata |
|        | cortal del Jepet       | Ribera d'Urgellet | borda        |         | 42° 15′ 09″ N, 1° 22′ 39″ E / 42.2525339125266°N,1.37737563747051°E |           |                     | Modifica les dades a Wikidata |
|        | cortal del Marquès     | Ribera d'Urgellet | borda        |         | 42° 14′ 24″ N, 1° 22′ 42″ E / 42.2400737946136°N,1.37830099341023°E |           |                     | Modifica les dades a Wikidata |
|        | cortal del Marroi      | Ribera d'Urgellet | borda        |         | 42° 17′ 00″ N, 1° 26′ 23″ E / 42.2833241116147°N,1.43959171854608°E |           |                     | Modifica les dades a Wikidata |
|        | cortal del Martí       | Ribera d'Urgellet | borda        |         | 42° 14′ 34″ N, 1° 22′ 42″ E / 42.2427042885508°N,1.37835481854216°E |           |                     | Modifica les dades a Wikidata |
|        | cortal del Mesons      | Ribera d'Urgellet | borda        |         | 42° 19′ 41″ N, 1° 22′ 04″ E / 42.328118044032°N,1.3676542023383°E   |           |                     | Modifica les dades a Wikidata |
|        | cortal del Miquel      | Ribera d'Urgellet | borda        |         | 42° 16′ 29″ N, 1° 26′ 55″ E / 42.2747287391372°N,1.44860772992273°E |           |                     | Modifica les dades a Wikidata |
|        | cortal del Padrines    | Ribera d'Urgellet | borda        |         | 42° 18′ 32″ N, 1° 25′ 53″ E / 42.3089424581047°N,1.431424303469°E   |           |                     | Modifica les dades a Wikidata |
|        | cortal del Pairotàs    | Ribera d'Urgellet | borda        |         | 42° 16′ 58″ N, 1° 27′ 22″ E / 42.2828906041252°N,1.45613310438077°E |           |                     | Modifica les dades a Wikidata |
|        | cortal del Pamià       | Ribera d'Urgellet | borda        |         | 42° 14′ 40″ N, 1° 23′ 46″ E / 42.2443948815132°N,1.39610476920452°E |           |                     | Modifica les dades a Wikidata |
|        | cortal del Pauet       | Ribera d'Urgellet | borda        |         | 42° 14′ 43″ N, 1° 22′ 43″ E / 42.2452126846382°N,1.37869055301397°E |           |                     | Modifica les dades a Wikidata |
|        | cortal del Perutxo     | Ribera d'Urgellet | borda        |         | 42° 14′ 57″ N, 1° 22′ 50″ E / 42.249050837307°N,1.3806042567911°E   |           |                     | Modifica les dades a Wikidata |
|        | cortal del Pui         | Ribera d'Urgellet | borda        |         | 42° 19′ 52″ N, 1° 22′ 07″ E / 42.3310107719114°N,1.36847766955211°E |           |                     | Modifica les dades a Wikidata |
|        | cortal del Roca Martí  | Ribera d'Urgellet | borda        |         | 42° 14′ 44″ N, 1° 22′ 55″ E / 42.245466906041°N,1.3819080270456°E   |           |                     | Modifica les dades a Wikidata |
|        | cortal del Rocamora    | Ribera d'Urgellet | borda        |         | 42° 19′ 19″ N, 1° 21′ 41″ E / 42.3219863615377°N,1.36149020415504°E |           |                     | Modifica les dades a Wikidata |
|        | cortal del Roi         | Ribera d'Urgellet | borda        |         | 42° 19′ 49″ N, 1° 20′ 05″ E / 42.330347603046°N,1.334826328976°E    |           |                     | Modifica les dades a Wikidata |
|        | cortal del Sants       | Ribera d'Urgellet | borda        |         | 42° 19′ 46″ N, 1° 21′ 29″ E / 42.3293847002507°N,1.35803329118697°E |           |                     | Modifica les dades a Wikidata |
|        | cortal del Sastic      | Ribera d'Urgellet | borda        |         | 42° 18′ 09″ N, 1° 23′ 25″ E / 42.3025620928917°N,1.39018861315233°E |           |                     | Modifica les dades a Wikidata |
|        | cortal del Sastret     | Ribera d'Urgellet | borda        |         | 42° 16′ 03″ N, 1° 23′ 08″ E / 42.2675282737592°N,1.385636305617°E   |           |                     | Modifica les dades a Wikidata |
|        | cortal del Soler       | Ribera d'Urgellet | borda        |         | 42° 14′ 55″ N, 1° 23′ 53″ E / 42.2486908089497°N,1.39804446451976°E |           |                     | Modifica les dades a Wikidata |
|        | cortal del Teixidor    | Ribera d'Urgellet | borda        |         | 42° 19′ 53″ N, 1° 22′ 07″ E / 42.3313722527976°N,1.3685654244267°E  |           |                     | Modifica les dades a Wikidata |
|        | cortal del Ton         | Ribera d'Urgellet | borda        |         | 42° 15′ 10″ N, 1° 22′ 50″ E / 42.2527491620576°N,1.38049768312068°E |           |                     | Modifica les dades a Wikidata |
|        | cortal del Vessa       | Ribera d'Urgellet | borda        |         | 42° 16′ 35″ N, 1° 27′ 19″ E / 42.2764856105287°N,1.45533145909794°E |           |                     | Modifica les dades a Wikidata |
|        | cortal dels Boscarrons | Ribera d'Urgellet | borda        |         | 42° 13′ 53″ N, 1° 24′ 11″ E / 42.2313623406433°N,1.40313624075518°E |           |                     | Modifica les dades a Wikidata |
|        | cortals del Felip      | Ribera d'Urgellet | borda        |         | 42° 16′ 43″ N, 1° 25′ 29″ E / 42.278484075951°N,1.4247211960366°E   |           |                     | Modifica les dades a Wikidata |
|        | la Caseta              | Ribera d'Urgellet | borda        |         | 42° 13′ 56″ N, 1° 24′ 12″ E / 42.2323120200311°N,1.40342737568249°E |           |                     | Modifica les dades a Wikidata |
|        | les Murres del Canonge | Ribera d'Urgellet | borda        |         | 42° 16′ 55″ N, 1° 25′ 14″ E / 42.2819296285114°N,1.42062160889187°E |           |                     | Modifica les dades a Wikidata |
|        | les Murres del Masover | Ribera d'Urgellet | borda        |         | 42° 16′ 47″ N, 1° 25′ 07″ E / 42.2795868340709°N,1.41856994319554°E |           |                     | Modifica les dades a Wikidata |
|        | paller de Cal Vila     | Ribera d'Urgellet | borda        |         | 42° 16′ 39″ N, 1° 23′ 22″ E / 42.2775338366638°N,1.38947984249871°E |           |                     | Modifica les dades a Wikidata |

## cova
| imatge | Nom                     | Ubicat a          | instància de | Detalls | coordenades                                                         | Protecció | Commons (més fotos) | Dades a WD                    |
| ------ | ----------------------- | ----------------- | ------------ | ------- | ------------------------------------------------------------------- | --------- | ------------------- | ----------------------------- |
|        | Espluga de l'Abeller    | Ribera d'Urgellet | cova         |         | 42° 15′ 28″ N, 1° 21′ 55″ E / 42.2578717262755°N,1.36513969059026°E |           |                     | Modifica les dades a Wikidata |
|        | Espluga de l'Apallador  | Ribera d'Urgellet | cova         |         | 42° 15′ 17″ N, 1° 20′ 58″ E / 42.25481870464°N,1.34942265264201°E   |           |                     | Modifica les dades a Wikidata |
|        | Espluga dels Lladres    | Ribera d'Urgellet | cova         |         | 42° 15′ 28″ N, 1° 23′ 39″ E / 42.2577310218459°N,1.39405739167474°E |           |                     | Modifica les dades a Wikidata |
|        | Forat de les Encantades | Ribera d'Urgellet | cova         |         | 42° 16′ 09″ N, 1° 22′ 30″ E / 42.269078752737°N,1.37490206484293°E  |           |                     | Modifica les dades a Wikidata |

## edifici
| imatge | Nom                                    | Ubicat a          | instància de | Detalls                     | coordenades                                          | Protecció                                  | Commons (més fotos) | Dades a WD                    |
| ------ | -------------------------------------- | ----------------- | ------------ | --------------------------- | ---------------------------------------------------- | ------------------------------------------ | ------------------- | ----------------------------- |
|        | Escola Unitària Sant Serni d'Arfa      | Ribera d'Urgellet | edifici      |                             | 42° 19′ 48″ N, 1° 24′ 55″ E / 42.32992°N,1.41526°E   | bé integrant del patrimoni cultural català |                     | Modifica les dades a Wikidata |
|        | Escola pública de la parròquia d'Hortó | Ribera d'Urgellet | edifici      | Estil: arquitectura popular | 42° 19′ 33″ N, 1° 22′ 37″ E / 42.325752°N,1.377025°E | bé integrant del patrimoni cultural català |                     | Modifica les dades a Wikidata |

## entitat singular de població
| imatge | Nom                   | Ubicat a          | instància de                                   | Detalls | coordenades                                                           | Protecció | Commons (més fotos)  | Dades a WD                    |
| ------ | --------------------- | ----------------- | ---------------------------------------------- | ------- | --------------------------------------------------------------------- | --------- | -------------------- | ----------------------------- |
|        | Adrall                | Ribera d'Urgellet | entitat singular de població                   | 190 hab | 42° 19′ 38″ N, 1° 24′ 06″ E / 42.3272°N,1.40167°E 639 msnm            |           | Adrall               | Modifica les dades a Wikidata |
|        | Arfa                  | Ribera d'Urgellet | entitat singular de població                   | 163 hab | 42° 19′ 54″ N, 1° 24′ 55″ E / 42.3318°N,1.41531°E 664 msnm            |           | Arfa                 | Modifica les dades a Wikidata |
|        | Castellar de Tost     | Ribera d'Urgellet | entitat singular de població                   | 35 hab  | 42° 16′ 12″ N, 1° 22′ 44″ E / 42.26998°N,1.37895°E 834 msnm           |           | Castellar de Tost    | Modifica les dades a Wikidata |
|        | Gramós                | Ribera d'Urgellet | entitat singular de població                   | 1 hab   | 42° 19′ 08″ N, 1° 20′ 10″ E / 42.3189°N,1.33612°E 902 msnm            |           |                      | Modifica les dades a Wikidata |
|        | Montan de Tost        | Ribera d'Urgellet | entitat singular de població                   | 34 hab  | 42° 14′ 06″ N, 1° 23′ 15″ E / 42.23502222°N,1.38759167°E 1135 msnm    |           | Montan de Tost       | Modifica les dades a Wikidata |
|        | Nabiners              | Ribera d'Urgellet | entitat singular de població                   | 0 hab   | 42° 19′ 07″ N, 1° 26′ 34″ E / 42.31872972°N,1.44286389°E 1102 msnm    |           | Nabiners             | Modifica les dades a Wikidata |
|        | Sant Pere de Codinet  | Ribera d'Urgellet | entitat singular de població                   | 3 hab   | 42° 17′ 40″ N, 1° 22′ 00″ E / 42.29454722°N,1.36668139°E 596 msnm     |           |                      | Modifica les dades a Wikidata |
|        | Sauvanyà              | Ribera d'Urgellet | entitat singular de població                   | 0 hab   | 42° 16′ 42″ N, 1° 26′ 52″ E / 42.27838333°N,1.44768056°E 1081 msnm    |           | Sauvanyà             | Modifica les dades a Wikidata |
|        | Torà de Tost          | Ribera d'Urgellet | entitat singular de població                   | 11 hab  | 42° 16′ 16″ N, 1° 24′ 51″ E / 42.27124444°N,1.414075°E 1024 msnm      |           | Torà de Tost         | Modifica les dades a Wikidata |
|        | Tost                  | Ribera d'Urgellet | entitat singular de població                   | 8 hab   | 42° 16′ 22″ N, 1° 23′ 06″ E / 42.27283°N,1.384922°E 789 msnm          |           | Tost                 | Modifica les dades a Wikidata |
|        | el Pla de Sant Tirs   | Ribera d'Urgellet | entitat singular de població capital municipal | 378 hab | 42° 18′ 47″ N, 1° 22′ 57″ E / 42.313°N,1.3826°E 948 msnm              |           | El Pla de Sant Tirs  | Modifica les dades a Wikidata |
|        | els Hostalets de Tost | Ribera d'Urgellet | entitat singular de població                   | 6 hab   | 42° 16′ 48″ N, 1° 21′ 47″ E / 42.2799°N,1.36295°E 581 msnm            |           |                      | Modifica les dades a Wikidata |
|        | la Coma de Nabiners   | Ribera d'Urgellet | entitat singular de població                   | 3 hab   | 42° 19′ 32″ N, 1° 26′ 15″ E / 42.325625°N,1.43758611°E 891 msnm       |           |                      | Modifica les dades a Wikidata |
|        | la Freita             | Ribera d'Urgellet | entitat singular de població                   | 0 hab   | 42° 18′ 54″ N, 1° 25′ 46″ E / 42.31499722°N,1.42940278°E 1130 msnm    |           | La Freita            | Modifica les dades a Wikidata |
|        | la Parròquia d'Hortó  | Ribera d'Urgellet | entitat singular de població                   | 98 hab  | 42° 19′ 31″ N, 1° 22′ 32″ E / 42.32541111°N,1.37556389°E 795 msnm     |           | La Parròquia d'Hortó | Modifica les dades a Wikidata |
|        | les Bordes d'Arfa     | Ribera d'Urgellet | entitat singular de població                   | 30 hab  | 42° 20′ 27″ N, 1° 26′ 21″ E / 42.34071944°N,1.43928889°E 659.769 msnm |           |                      | Modifica les dades a Wikidata |

## església
| imatge | Nom                                           | Ubicat a          | instància de              | Detalls                      | coordenades                                                         | Protecció                                  | Commons (més fotos)                           | Dades a WD                    |
| ------ | --------------------------------------------- | ----------------- | ------------------------- | ---------------------------- | ------------------------------------------------------------------- | ------------------------------------------ | --------------------------------------------- | ----------------------------- |
|        | Església de Sant Pere de la Parròquia d'Hortó | Ribera d'Urgellet | església                  | Estil: arquitectura romànica |                                                                     | bé cultural d'interès local                |                                               | Modifica les dades a Wikidata |
|        | Mare de Déu de l'Esperança de Torà de Tost    | Ribera d'Urgellet | església                  | Estil: arquitectura popular  | 42° 16′ 16″ N, 1° 24′ 47″ E / 42.271062°N,1.413154°E                | bé cultural d'interès local                |                                               | Modifica les dades a Wikidata |
|        | Sant Andreu de la Parròquia d'Hortó           | Ribera d'Urgellet | església                  | Estil: arquitectura popular  | 42° 19′ 29″ N, 1° 22′ 33″ E / 42.3247°N,1.3757°E                    | bé cultural d'interès local                | Sant Andreu de la Parròquia d'Hortó           | Modifica les dades a Wikidata |
|        | Sant Esteve de Sauvanyà                       | Ribera d'Urgellet | església                  | Estil: arquitectura romànica | 42° 16′ 43″ N, 1° 26′ 52″ E / 42.278485°N,1.447852°E                | bé cultural d'interès local                | Sant Esteve de Sauvanyà                       | Modifica les dades a Wikidata |
|        | Sant Genís de Tost                            | Ribera d'Urgellet | església edifici històric | Estil: arquitectura romànica | 42° 16′ 36″ N, 1° 24′ 25″ E / 42.2767°N,1.40684°E                   | bé cultural d'interès local                | Sant Genís de Tost                            | Modifica les dades a Wikidata |
|        | Sant Germà de Ribera d'Urgellet               | Ribera d'Urgellet | església                  | Estil: arquitectura popular  | 42° 15′ 10″ N, 1° 23′ 12″ E / 42.252765°N,1.386577°E                | bé integrant del patrimoni cultural català | Sant Germà de Tost                            | Modifica les dades a Wikidata |
|        | Sant Joan i Sant Martí de Castellar de Tost   | Ribera d'Urgellet | església                  | Estil: arquitectura popular  | 42° 16′ 12″ N, 1° 22′ 44″ E / 42.269982°N,1.378816°E                | bé cultural d'interès local                |                                               | Modifica les dades a Wikidata |
|        | Sant Lleí de Ribera d'Urgellet                | Ribera d'Urgellet | església                  | Estil: arquitectura popular  | 42° 19′ 03″ N, 1° 20′ 08″ E / 42.317576°N,1.335522°E                | bé integrant del patrimoni cultural català |                                               | Modifica les dades a Wikidata |
|        | Sant Martí de Tost                            | Ribera d'Urgellet | església                  |                              | 42° 16′ 22″ N, 1° 23′ 06″ E / 42.272843°N,1.384925°E                | bé cultural d'interès local                |                                               | Modifica les dades a Wikidata |
|        | Sant Pere                                     | Ribera d'Urgellet | església                  | Estat: ruïnós                | 42° 19′ 48″ N, 1° 22′ 47″ E / 42.330090649393°N,1.3797402632428°E   |                                            |                                               | Modifica les dades a Wikidata |
|        | Sant Pere Màrtir                              | Ribera d'Urgellet | església                  |                              | 42° 16′ 43″ N, 1° 26′ 53″ E / 42.2785112585928°N,1.44794494479343°E |                                            |                                               | Modifica les dades a Wikidata |
|        | Sant Serni d'Arfa                             | Ribera d'Urgellet | església                  | Estil: arquitectura popular  | 42° 19′ 50″ N, 1° 24′ 55″ E / 42.330455°N,1.415379°E                | bé cultural d'interès local                | Sant Serni d'Arfa                             | Modifica les dades a Wikidata |
|        | Sant Tirs del Pla de Sant Tirs                | Ribera d'Urgellet | església                  | Estil: arquitectura popular  | 42° 18′ 46″ N, 1° 23′ 01″ E / 42.312652°N,1.38352°E                 | bé cultural d'interès local                | Sant Tirs del Pla de Sant Tirs                | Modifica les dades a Wikidata |
|        | Santa Coloma de Montan de Tost                | Ribera d'Urgellet | església                  | Estil: arquitectura popular  | 42° 14′ 07″ N, 1° 23′ 16″ E / 42.235225°N,1.387787°E                | bé cultural d'interès local                | Santa Coloma de Montan de Tost                | Modifica les dades a Wikidata |
|        | Santa Maria d'Adrall                          | Ribera d'Urgellet | església                  | Estil: arquitectura popular  | 42° 19′ 36″ N, 1° 24′ 06″ E / 42.326746°N,1.401789°E                | bé cultural d'interès local                | Església de la Puríssima de Ribera d'Urgellet | Modifica les dades a Wikidata |
|        | capella de Sant Antoni de Pàdua               | Ribera d'Urgellet | església capella          | Estil: arquitectura popular  | 42° 16′ 43″ N, 1° 21′ 40″ E / 42.278585°N,1.36113°E 581 msnm        | bé integrant del patrimoni cultural català |                                               | Modifica les dades a Wikidata |
|        | capella de Sant Fruitós                       | Ribera d'Urgellet | església                  | Estil: arquitectura romànica | 42° 17′ 51″ N, 1° 26′ 04″ E / 42.297433°N,1.434543°E                | bé integrant del patrimoni cultural català | Sant Fruitós de Fontelles                     | Modifica les dades a Wikidata |
|        | capella de Sant Sebastià                      | Ribera d'Urgellet | església capella          | Estil: arquitectura popular  | 42° 18′ 46″ N, 1° 22′ 55″ E / 42.312815°N,1.381987°E                | bé integrant del patrimoni cultural català |                                               | Modifica les dades a Wikidata |
|        | església parroquial de Sant Joan Baptista     | Ribera d'Urgellet | església                  | Estil: arquitectura popular  | 42° 18′ 53″ N, 1° 25′ 47″ E / 42.31477°N,1.429636°E                 | bé integrant del patrimoni cultural català |                                               | Modifica les dades a Wikidata |
|        | església parroquial de Sant Romà              | Ribera d'Urgellet | església                  | Estil: arquitectura popular  | 42° 19′ 33″ N, 1° 26′ 16″ E / 42.325786°N,1.437737°E                | bé integrant del patrimoni cultural català | Sant Romà de la Coma de Nabiners              | Modifica les dades a Wikidata |
|        | església parroquial de Sant Sadurní           | Ribera d'Urgellet | església                  | Estil: arquitectura popular  | 42° 19′ 08″ N, 1° 26′ 35″ E / 42.318914°N,1.442955°E                | bé integrant del patrimoni cultural català | Sant Sadurní de Nabiners                      | Modifica les dades a Wikidata |

## font
| imatge | Nom                 | Ubicat a          | instància de | Detalls | coordenades                                                         | Protecció | Commons (més fotos) | Dades a WD                    |
| ------ | ------------------- | ----------------- | ------------ | ------- | ------------------------------------------------------------------- | --------- | ------------------- | ----------------------------- |
|        | font d'Ansereu      | Ribera d'Urgellet | font         |         | 42° 17′ 09″ N, 1° 22′ 51″ E / 42.2858411220438°N,1.38080238457129°E |           |                     | Modifica les dades a Wikidata |
|        | font de Conilleres  | Ribera d'Urgellet | font         |         | 42° 16′ 55″ N, 1° 23′ 54″ E / 42.2818827768653°N,1.39841650632937°E |           |                     | Modifica les dades a Wikidata |
|        | font de Folgueres   | Ribera d'Urgellet | font         |         | 42° 20′ 04″ N, 1° 21′ 59″ E / 42.334402437062°N,1.3662778611866°E   |           |                     | Modifica les dades a Wikidata |
|        | font de Sant Magí   | Ribera d'Urgellet | font         |         | 42° 18′ 47″ N, 1° 25′ 20″ E / 42.3131391279456°N,1.42223173677242°E |           |                     | Modifica les dades a Wikidata |
|        | font de les Deveses | Ribera d'Urgellet | font         |         | 42° 20′ 27″ N, 1° 21′ 08″ E / 42.340722646941°N,1.35236057372515°E  |           |                     | Modifica les dades a Wikidata |
|        | font de les Gotes   | Ribera d'Urgellet | font         |         | 42° 17′ 39″ N, 1° 23′ 47″ E / 42.294302275784°N,1.39642744655814°E  |           |                     | Modifica les dades a Wikidata |
|        | font del Bosc       | Ribera d'Urgellet | font         |         | 42° 19′ 08″ N, 1° 24′ 14″ E / 42.3189104108658°N,1.40390920695061°E |           |                     | Modifica les dades a Wikidata |

## masia
| imatge | Nom                      | Ubicat a          | instància de | Detalls       | coordenades                                                                   | Protecció | Commons (més fotos) | Dades a WD                    |
| ------ | ------------------------ | ----------------- | ------------ | ------------- | ----------------------------------------------------------------------------- | --------- | ------------------- | ----------------------------- |
|        | Aristot                  | Ribera d'Urgellet | masia        |               | 42° 18′ 54″ N, 1° 27′ 06″ E / 42.315079658442°N,1.45160903016631°E            |           |                     | Modifica les dades a Wikidata |
|        | Ca l'Estanyol            | Ribera d'Urgellet | masia        |               | 42° 20′ 38″ N, 1° 26′ 54″ E / 42.3437824594048°N,1.44836751495892°E           |           |                     | Modifica les dades a Wikidata |
|        | Cal Baridà               | Ribera d'Urgellet | masia        |               | 42° 16′ 14″ N, 1° 19′ 52″ E / 42.2706125768133°N,1.33120994498222°E           |           |                     | Modifica les dades a Wikidata |
|        | Cal Barracaire           | Ribera d'Urgellet | masia        |               | 42° 18′ 21″ N, 1° 25′ 38″ E / 42.3057233229933°N,1.42718505588169°E           |           |                     | Modifica les dades a Wikidata |
|        | Cal Benet                | Ribera d'Urgellet | masia        |               | 42° 20′ 27″ N, 1° 26′ 23″ E / 42.3409471643085°N,1.43985474479872°E           |           |                     | Modifica les dades a Wikidata |
|        | Cal Bisarró              | Ribera d'Urgellet | masia        |               | 42° 16′ 17″ N, 1° 23′ 53″ E / 42.2712684444168°N,1.39803051957653°E           |           |                     | Modifica les dades a Wikidata |
|        | Cal Borda                | Ribera d'Urgellet | masia        |               | 42° 20′ 01″ N, 1° 24′ 43″ E / 42.333747378155°N,1.41200627751525°E            |           |                     | Modifica les dades a Wikidata |
|        | Cal Canyeta              | Ribera d'Urgellet | masia        |               | 42° 17′ 41″ N, 1° 21′ 57″ E / 42.2946526838665°N,1.36583821873559°E           |           |                     | Modifica les dades a Wikidata |
|        | Cal Casanoves            | Ribera d'Urgellet | masia        |               | 42° 19′ 37″ N, 1° 27′ 13″ E / 42.3268783403552°N,1.45368629056447°E           |           |                     | Modifica les dades a Wikidata |
|        | Cal Caup                 | Ribera d'Urgellet | masia        |               | 42° 18′ 51″ N, 1° 22′ 57″ E / 42.3141892056514°N,1.38255109967134°E           |           |                     | Modifica les dades a Wikidata |
|        | Cal Colom                | Ribera d'Urgellet | masia        |               | 42° 18′ 48″ N, 1° 22′ 43″ E / 42.3132071138706°N,1.37869338910928°E           |           |                     | Modifica les dades a Wikidata |
|        | Cal Conill               | Ribera d'Urgellet | masia        |               | 42° 16′ 46″ N, 1° 26′ 36″ E / 42.2794851274411°N,1.44338535199468°E           |           |                     | Modifica les dades a Wikidata |
|        | Cal Cornella             | Ribera d'Urgellet | masia        |               | 42° 16′ 28″ N, 1° 23′ 01″ E / 42.2743721961731°N,1.383679012838°E             |           |                     | Modifica les dades a Wikidata |
|        | Cal Currilla             | Ribera d'Urgellet | masia        |               | 42° 18′ 53″ N, 1° 25′ 44″ E / 42.3147342107742°N,1.42886573278095°E           |           |                     | Modifica les dades a Wikidata |
|        | Cal Felip                | Ribera d'Urgellet | masia        |               | 42° 16′ 30″ N, 1° 25′ 28″ E / 42.2751386970954°N,1.42451410803592°E           |           |                     | Modifica les dades a Wikidata |
|        | Cal Feners               | Ribera d'Urgellet | masia        |               | 42° 18′ 23″ N, 1° 25′ 51″ E / 42.306279163433°N,1.43094446891291°E            |           |                     | Modifica les dades a Wikidata |
|        | Cal Fonso                | Ribera d'Urgellet | masia        |               | 42° 18′ 28″ N, 1° 26′ 45″ E / 42.3078951513335°N,1.44577933734917°E           |           |                     | Modifica les dades a Wikidata |
|        | Cal Franc                | Ribera d'Urgellet | masia        |               | 42° 17′ 47″ N, 1° 26′ 11″ E / 42.2963661135751°N,1.43639472350814°E           |           |                     | Modifica les dades a Wikidata |
|        | Cal Fàbrega              | Ribera d'Urgellet | masia        |               | 42° 16′ 22″ N, 1° 23′ 12″ E / 42.2726756581462°N,1.38663265246699°E           |           |                     | Modifica les dades a Wikidata |
|        | Cal Giró                 | Ribera d'Urgellet | masia        |               | 42° 16′ 45″ N, 1° 28′ 02″ E / 42.279059191559°N,1.4671524609781°E             |           |                     | Modifica les dades a Wikidata |
|        | Cal Joan                 | Ribera d'Urgellet | masia        |               | 42° 19′ 47″ N, 1° 26′ 18″ E / 42.3297519014381°N,1.4384565714918°E            |           |                     | Modifica les dades a Wikidata |
|        | Cal Llerola              | Ribera d'Urgellet | masia        |               | 42° 18′ 50″ N, 1° 27′ 26″ E / 42.3140097206557°N,1.45708349418539°E           |           |                     | Modifica les dades a Wikidata |
|        | Cal Majoral              | Ribera d'Urgellet | masia        |               | 42° 20′ 41″ N, 1° 26′ 43″ E / 42.3447663564308°N,1.44521118022811°E           |           |                     | Modifica les dades a Wikidata |
|        | Cal Mariner              | Ribera d'Urgellet | masia        |               | 42° 16′ 46″ N, 1° 26′ 37″ E / 42.2794448854862°N,1.4437380401713°E            |           |                     | Modifica les dades a Wikidata |
|        | Cal Marroi               | Ribera d'Urgellet | masia        |               | 42° 16′ 47″ N, 1° 26′ 39″ E / 42.279773925855°N,1.44409376833647°E            |           |                     | Modifica les dades a Wikidata |
|        | Cal Masover              | Ribera d'Urgellet | masia        |               | 42° 16′ 18″ N, 1° 24′ 56″ E / 42.2717625659873°N,1.41544307237685°E           |           |                     | Modifica les dades a Wikidata |
|        | Cal Maçanell             | Ribera d'Urgellet | masia        |               | 42° 16′ 59″ N, 1° 27′ 48″ E / 42.2830135461732°N,1.46327360789984°E           |           |                     | Modifica les dades a Wikidata |
|        | Cal Melcion              | Ribera d'Urgellet | masia        |               | 42° 18′ 56″ N, 1° 25′ 49″ E / 42.3155472252262°N,1.43036230857503°E           |           |                     | Modifica les dades a Wikidata |
|        | Cal Miquel               | Ribera d'Urgellet | masia        |               | 42° 16′ 42″ N, 1° 26′ 51″ E / 42.2782881309552°N,1.44742894853074°E           |           |                     | Modifica les dades a Wikidata |
|        | Cal Mitjà                | Ribera d'Urgellet | masia        |               | 42° 16′ 58″ N, 1° 23′ 14″ E / 42.2828410555313°N,1.38711307646778°E           |           |                     | Modifica les dades a Wikidata |
|        | Cal Mostatxo             | Ribera d'Urgellet | masia        |               | 42° 20′ 44″ N, 1° 26′ 50″ E / 42.3455688903099°N,1.44727951689315°E           |           |                     | Modifica les dades a Wikidata |
|        | Cal Murris               | Ribera d'Urgellet | masia        |               | 42° 19′ 36″ N, 1° 26′ 41″ E / 42.3266681784727°N,1.44480746515475°E           |           |                     | Modifica les dades a Wikidata |
|        | Cal Màrmol               | Ribera d'Urgellet | masia        |               | 42° 20′ 02″ N, 1° 24′ 57″ E / 42.3339273031308°N,1.41589803303479°E           |           |                     | Modifica les dades a Wikidata |
|        | Cal Nabiners             | Ribera d'Urgellet | masia        |               | 42° 19′ 07″ N, 1° 26′ 33″ E / 42.3186210730031°N,1.44245732487378°E           |           |                     | Modifica les dades a Wikidata |
|        | Cal Navarro              | Ribera d'Urgellet | masia        |               | 42° 20′ 47″ N, 1° 26′ 56″ E / 42.3464631939872°N,1.44881147323871°E           |           |                     | Modifica les dades a Wikidata |
|        | Cal Padrinàs             | Ribera d'Urgellet | masia        |               | 42° 18′ 55″ N, 1° 25′ 45″ E / 42.3151990038377°N,1.42926673721152°E           |           |                     | Modifica les dades a Wikidata |
|        | Cal Panet                | Ribera d'Urgellet | masia        |               | 42° 18′ 05″ N, 1° 26′ 28″ E / 42.3014660796571°N,1.44121825815668°E           |           |                     | Modifica les dades a Wikidata |
|        | Cal Pau                  | Ribera d'Urgellet | masia        |               | 42° 19′ 34″ N, 1° 23′ 53″ E / 42.3262492306783°N,1.39803165606249°E           |           |                     | Modifica les dades a Wikidata |
|        | Cal Peirot               | Ribera d'Urgellet | masia        | Estat: ruïnós | 42° 17′ 02″ N, 1° 26′ 44″ E / 42.2839629885399°N,1.44551884888183°E 1045 msnm |           |                     | Modifica les dades a Wikidata |
|        | Cal Planes               | Ribera d'Urgellet | masia        |               | 42° 18′ 24″ N, 1° 25′ 33″ E / 42.3065329356298°N,1.42580603635276°E           |           |                     | Modifica les dades a Wikidata |
|        | Cal Ponent               | Ribera d'Urgellet | masia        |               | 42° 16′ 54″ N, 1° 22′ 57″ E / 42.2817242155198°N,1.38262998832402°E           |           |                     | Modifica les dades a Wikidata |
|        | Cal Pui                  | Ribera d'Urgellet | masia        |               | 42° 16′ 41″ N, 1° 23′ 18″ E / 42.2781838510479°N,1.38831119999441°E           |           |                     | Modifica les dades a Wikidata |
|        | Cal Pujal                | Ribera d'Urgellet | masia        |               | 42° 20′ 27″ N, 1° 26′ 20″ E / 42.3407257270184°N,1.43880410343354°E           |           |                     | Modifica les dades a Wikidata |
|        | Cal Ramon                | Ribera d'Urgellet | masia        |               | 42° 18′ 54″ N, 1° 27′ 32″ E / 42.314973126102°N,1.4590004836917°E             |           |                     | Modifica les dades a Wikidata |
|        | Cal Ramon de la Cerqueda | Ribera d'Urgellet | masia        |               | 42° 20′ 36″ N, 1° 26′ 31″ E / 42.3433636010104°N,1.44205298784116°E           |           |                     | Modifica les dades a Wikidata |
|        | Cal Ripoll               | Ribera d'Urgellet | masia        |               | 42° 20′ 23″ N, 1° 26′ 21″ E / 42.3397410390924°N,1.43924119714148°E           |           |                     | Modifica les dades a Wikidata |
|        | Cal Rito                 | Ribera d'Urgellet | masia        |               | 42° 19′ 32″ N, 1° 23′ 50″ E / 42.3255443277821°N,1.39721213785342°E           |           |                     | Modifica les dades a Wikidata |
|        | Cal Roca Martí           | Ribera d'Urgellet | masia        |               | 42° 14′ 15″ N, 1° 23′ 09″ E / 42.2374331003112°N,1.38582206188972°E           |           |                     | Modifica les dades a Wikidata |
|        | Cal Rosa                 | Ribera d'Urgellet | masia        |               | 42° 18′ 54″ N, 1° 25′ 46″ E / 42.3149924384609°N,1.42930827807986°E           |           |                     | Modifica les dades a Wikidata |
|        | Cal Sabater              | Ribera d'Urgellet | masia        |               | 42° 16′ 22″ N, 1° 24′ 27″ E / 42.2728769414166°N,1.40747247740177°E           |           |                     | Modifica les dades a Wikidata |
|        | Cal Sastret              | Ribera d'Urgellet | masia        |               | 42° 16′ 23″ N, 1° 23′ 04″ E / 42.2731574033982°N,1.38438913093496°E           |           |                     | Modifica les dades a Wikidata |
|        | Cal Soler                | Ribera d'Urgellet | masia        |               | 42° 16′ 43″ N, 1° 22′ 45″ E / 42.278597214028°N,1.37930220504536°E            |           |                     | Modifica les dades a Wikidata |
|        | Cal Ton                  | Ribera d'Urgellet | masia        |               | 42° 14′ 47″ N, 1° 23′ 12″ E / 42.246435456941°N,1.3867316777185°E             |           |                     | Modifica les dades a Wikidata |
|        | Cal Vessa                | Ribera d'Urgellet | masia        |               | 42° 16′ 41″ N, 1° 26′ 54″ E / 42.2781369100149°N,1.44823306006647°E           |           |                     | Modifica les dades a Wikidata |
|        | Cal Vila                 | Ribera d'Urgellet | masia        |               | 42° 16′ 41″ N, 1° 23′ 14″ E / 42.277961583492°N,1.3871402671448°E             |           |                     | Modifica les dades a Wikidata |
|        | Cal Xico                 | Ribera d'Urgellet | masia        |               | 42° 16′ 10″ N, 1° 22′ 33″ E / 42.269498125055°N,1.37589771070529°E            |           |                     | Modifica les dades a Wikidata |
|        | Cal Xiquet               | Ribera d'Urgellet | masia        |               | 42° 16′ 45″ N, 1° 22′ 08″ E / 42.2792698119678°N,1.36894027023335°E           |           |                     | Modifica les dades a Wikidata |
|        | Codinet                  | Ribera d'Urgellet | masia        |               | 42° 17′ 44″ N, 1° 21′ 58″ E / 42.2954767533727°N,1.3661565632538°E            |           |                     | Modifica les dades a Wikidata |
|        | Conilleres               | Ribera d'Urgellet | masia        |               | 42° 16′ 28″ N, 1° 23′ 58″ E / 42.274530424136°N,1.3993541941765°E             |           |                     | Modifica les dades a Wikidata |
|        | Conorbau                 | Ribera d'Urgellet | masia        |               | 42° 16′ 14″ N, 1° 18′ 35″ E / 42.270542394905°N,1.3097254941997°E             |           |                     | Modifica les dades a Wikidata |
|        | Cortal del Rei           | Ribera d'Urgellet | masia        |               | 42° 19′ 51″ N, 1° 22′ 05″ E / 42.3308774835819°N,1.36797134682786°E           |           |                     | Modifica les dades a Wikidata |
|        | Mas d'Eroles             | Ribera d'Urgellet | masia        |               | 42° 19′ 22″ N, 1° 23′ 52″ E / 42.3228683281763°N,1.39776551023387°E           |           |                     | Modifica les dades a Wikidata |
|        | Mas d'en Planes          | Ribera d'Urgellet | masia        |               | 42° 18′ 14″ N, 1° 24′ 58″ E / 42.3039422214927°N,1.41621336967195°E           |           |                     | Modifica les dades a Wikidata |
|        | Mas de la Font           | Ribera d'Urgellet | masia        |               | 42° 19′ 35″ N, 1° 26′ 40″ E / 42.3263649946099°N,1.44436588354888°E           |           |                     | Modifica les dades a Wikidata |
|        | Torre del Màrtir         | Ribera d'Urgellet | masia        |               | 42° 13′ 52″ N, 1° 23′ 04″ E / 42.2310568829584°N,1.38454251110384°E           |           |                     | Modifica les dades a Wikidata |
|        | Vinyoles                 | Ribera d'Urgellet | masia        |               | 42° 18′ 13″ N, 1° 25′ 31″ E / 42.303708333928°N,1.4253055703213°E             |           |                     | Modifica les dades a Wikidata |
|        | el Monestir              | Ribera d'Urgellet | masia        |               | 42° 14′ 45″ N, 1° 20′ 50″ E / 42.2457911483111°N,1.34729446872584°E           |           |                     | Modifica les dades a Wikidata |
|        | l'Estudi                 | Ribera d'Urgellet | masia        |               | 42° 16′ 20″ N, 1° 24′ 55″ E / 42.2722545362161°N,1.4152003504888°E            |           |                     | Modifica les dades a Wikidata |
|        | la Farraja               | Ribera d'Urgellet | masia        |               | 42° 19′ 34″ N, 1° 22′ 34″ E / 42.3259944599977°N,1.37608335257749°E           |           |                     | Modifica les dades a Wikidata |
|        | la Rectoria              | Ribera d'Urgellet | masia        |               | 42° 16′ 21″ N, 1° 23′ 04″ E / 42.2724485850853°N,1.38457700408585°E           |           |                     | Modifica les dades a Wikidata |
|        | la Serradora             | Ribera d'Urgellet | masia        |               | 42° 19′ 31″ N, 1° 23′ 41″ E / 42.3252409795595°N,1.39484113058758°E           |           |                     | Modifica les dades a Wikidata |
|        | la Torra                 | Ribera d'Urgellet | masia        |               | 42° 14′ 26″ N, 1° 23′ 22″ E / 42.2404396505012°N,1.38956321066504°E           |           |                     | Modifica les dades a Wikidata |
|        | lo Serradal              | Ribera d'Urgellet | masia        |               | 42° 16′ 15″ N, 1° 24′ 13″ E / 42.2707150087682°N,1.40354965057781°E           |           |                     | Modifica les dades a Wikidata |

## molí d'aigua
| imatge | Nom            | Ubicat a          | instància de | Detalls | coordenades                                                         | Protecció | Commons (més fotos) | Dades a WD                    |
| ------ | -------------- | ----------------- | ------------ | ------- | ------------------------------------------------------------------- | --------- | ------------------- | ----------------------------- |
|        | Molí del Borda | Ribera d'Urgellet | molí d'aigua |         | 42° 19′ 59″ N, 1° 24′ 35″ E / 42.3331744183493°N,1.4096538224242°E  |           |                     | Modifica les dades a Wikidata |
|        | el Molí        | Ribera d'Urgellet | molí d'aigua |         | 42° 19′ 18″ N, 1° 23′ 06″ E / 42.3215742983718°N,1.38512882158246°E |           |                     | Modifica les dades a Wikidata |

## muntanya
| imatge | Nom                      | Ubicat a                             | instància de | Detalls | coordenades                                                          | Protecció | Commons (més fotos) | Dades a WD                    |
| ------ | ------------------------ | ------------------------------------ | ------------ | ------- | -------------------------------------------------------------------- | --------- | ------------------- | ----------------------------- |
|        | Puig Margarell           | Ribera d'Urgellet                    | muntanya     |         | 42° 16′ 16″ N, 1° 26′ 25″ E / 42.2712°N,1.44017°E 1355.8 msnm        |           |                     | Modifica les dades a Wikidata |
|        | Puig de Serreïnes        | Ribera d'Urgellet la Vansa i Fórnols | muntanya     |         | 42° 15′ 44″ N, 1° 26′ 06″ E / 42.2622°N,1.43492°E 1686.1 msnm        |           |                     | Modifica les dades a Wikidata |
|        | Pujol del Marquès        | Ribera d'Urgellet                    | muntanya     |         | 42° 14′ 36″ N, 1° 23′ 48″ E / 42.24322778°N,1.39670833°E 1371.1 msnm |           |                     | Modifica les dades a Wikidata |
|        | Roc de l'Àliga           | Ribera d'Urgellet la Vansa i Fórnols | muntanya     |         | 42° 16′ 25″ N, 1° 28′ 33″ E / 42.27372222°N,1.4758°E 1590.6 msnm     |           |                     | Modifica les dades a Wikidata |
|        | Roc del Pui              | Ribera d'Urgellet                    | muntanya     |         | 42° 17′ 23″ N, 1° 22′ 53″ E / 42.2896°N,1.38148°E 939.4 msnm         |           |                     | Modifica les dades a Wikidata |
|        | Roc dels Racons          | Ribera d'Urgellet                    | muntanya     |         | 42° 17′ 02″ N, 1° 24′ 59″ E / 42.2838°N,1.41646°E 1009.1 msnm        |           |                     | Modifica les dades a Wikidata |
|        | Roca de la Dona          | Ribera d'Urgellet                    | muntanya     |         | 42° 17′ 12″ N, 1° 28′ 27″ E / 42.2868°N,1.47416°E 1343.5 msnm        |           |                     | Modifica les dades a Wikidata |
|        | Serrat del Gasset        | Ribera d'Urgellet                    | muntanya     |         | 42° 16′ 57″ N, 1° 22′ 34″ E / 42.28246944°N,1.37606944°E 865.7 msnm  |           |                     | Modifica les dades a Wikidata |
|        | Tossal de Cal Franc      | Ribera d'Urgellet                    | muntanya     |         | 42° 18′ 08″ N, 1° 25′ 59″ E / 42.3023°N,1.43313°E 1342.2 msnm        |           |                     | Modifica les dades a Wikidata |
|        | Tossal de la Canaleta    | Ribera d'Urgellet                    | muntanya     |         | 42° 17′ 21″ N, 1° 27′ 30″ E / 42.28914444°N,1.45828333°E 1361.2 msnm |           |                     | Modifica les dades a Wikidata |
|        | Turó de Porredon         | Ribera d'Urgellet Alàs i Cerc        | muntanya     |         | 42° 19′ 23″ N, 1° 27′ 58″ E / 42.32298611°N,1.46604722°E 1126.6 msnm |           |                     | Modifica les dades a Wikidata |
|        | Turó de la Ciutat        | Ribera d'Urgellet                    | muntanya     |         | 42° 16′ 23″ N, 1° 22′ 01″ E / 42.27293333°N,1.36689083°E 885.5 msnm  |           |                     | Modifica les dades a Wikidata |
|        | el Castellot de Vinyoles | Ribera d'Urgellet                    | muntanya     |         | 42° 18′ 02″ N, 1° 25′ 17″ E / 42.3005°N,1.4215°E 1289.8 msnm         |           |                     | Modifica les dades a Wikidata |

## nucli de població
| imatge | Nom        | Ubicat a          | instància de      | Detalls | coordenades                                              | Protecció | Commons (més fotos) | Dades a WD                    |
| ------ | ---------- | ----------------- | ----------------- | ------- | -------------------------------------------------------- | --------- | ------------------- | ----------------------------- |
|        | Fontelles  | Ribera d'Urgellet | nucli de població |         | 42° 17′ 47″ N, 1° 26′ 12″ E / 42.29638056°N,1.43658333°E |           |                     | Modifica les dades a Wikidata |
|        | la Bastida | Ribera d'Urgellet | nucli de població |         | 42° 16′ 41″ N, 1° 22′ 45″ E / 42.27813333°N,1.37930278°E |           |                     | Modifica les dades a Wikidata |

## pont
| imatge | Nom                  | Ubicat a          | instància de | Detalls                                     | coordenades                                                         | Protecció                                  | Commons (més fotos) | Dades a WD                    |
| ------ | -------------------- | ----------------- | ------------ | ------------------------------------------- | ------------------------------------------------------------------- | ------------------------------------------ | ------------------- | ----------------------------- |
|        | Palanca de Noves     | Ribera d'Urgellet | pont         | Travessa: Segre                             | 42° 17′ 24″ N, 1° 22′ 01″ E / 42.2899503837698°N,1.36701506704387°E |                                            |                     | Modifica les dades a Wikidata |
|        | Pont d'Adrall        | Ribera d'Urgellet | pont         | Travessa: Segre Hi passa: C-14              | 42° 19′ 29″ N, 1° 23′ 53″ E / 42.3246640900446°N,1.39802333735035°E |                                            |                     | Modifica les dades a Wikidata |
|        | Pont d'Arfa          | Ribera d'Urgellet | pont         | Estil: arquitectura popular Travessa: Segre | 42° 19′ 57″ N, 1° 24′ 58″ E / 42.33256°N,1.41619°E                  | bé integrant del patrimoni cultural català | Pont d'Arfa         | Modifica les dades a Wikidata |
|        | Pont de la Parròquia | Ribera d'Urgellet | pont         |                                             | 42° 19′ 39″ N, 1° 23′ 32″ E / 42.3275439133361°N,1.39208821870729°E |                                            |                     | Modifica les dades a Wikidata |
|        | Pont de la Reula     | Ribera d'Urgellet | pont         |                                             | 42° 15′ 54″ N, 1° 21′ 27″ E / 42.2650952031997°N,1.35762970456151°E |                                            |                     | Modifica les dades a Wikidata |
|        | Pont dels Hostalets  | Ribera d'Urgellet | pont         | Travessa: Riu de Tost                       | 42° 16′ 46″ N, 1° 21′ 51″ E / 42.2795713876943°N,1.36419064601855°E |                                            |                     | Modifica les dades a Wikidata |

## serra
| imatge | Nom                 | Ubicat a                                 | instància de | Detalls | coordenades                                                          | Protecció | Commons (més fotos) | Dades a WD                    |
| ------ | ------------------- | ---------------------------------------- | ------------ | ------- | -------------------------------------------------------------------- | --------- | ------------------- | ----------------------------- |
|        | Castilló            | Ribera d'Urgellet                        | serra        |         | 42° 15′ 53″ N, 1° 24′ 08″ E / 42.26464444°N,1.40215083°E 1417.8 msnm |           |                     | Modifica les dades a Wikidata |
|        | La Serreta          | Ribera d'Urgellet                        | serra        |         | 42° 17′ 51″ N, 1° 22′ 46″ E / 42.2975°N,1.37945°E 891 msnm           |           |                     | Modifica les dades a Wikidata |
|        | Montsec de Tost     | la Vansa i Fórnols Ribera d'Urgellet     | serra        |         | 42° 15′ 44″ N, 1° 26′ 06″ E / 42.2622°N,1.43492°E                    |           | Montsec de Tost     | Modifica les dades a Wikidata |
|        | Serra de Marigues   | Alàs i Cerc Ribera d'Urgellet            | serra        |         | 42° 19′ 41″ N, 1° 27′ 51″ E / 42.328075°N,1.46422222°E 1126.6 msnm   |           |                     | Modifica les dades a Wikidata |
|        | Serra de Nabiners   | Ribera d'Urgellet                        | serra        |         | 42° 19′ 39″ N, 1° 26′ 48″ E / 42.3274°N,1.44671°E 1218.2 msnm        |           |                     | Modifica les dades a Wikidata |
|        | serra d'Arfa        | Ribera d'Urgellet                        | serra        |         | 42° 18′ 32″ N, 1° 24′ 32″ E / 42.3088°N,1.40898°E 1138.4 msnm        |           |                     | Modifica les dades a Wikidata |
|        | serra de Codinet    | Ribera d'Urgellet                        | serra        |         | 42° 17′ 34″ N, 1° 22′ 41″ E / 42.2928°N,1.37809°E 805.9 msnm         |           |                     | Modifica les dades a Wikidata |
|        | serra de Gramós     | Ribera d'Urgellet                        | serra        |         | 42° 18′ 53″ N, 1° 20′ 45″ E / 42.3148°N,1.3458°E 1029.3 msnm         |           |                     | Modifica les dades a Wikidata |
|        | serra de Tost       | Ribera d'Urgellet                        | serra        |         | 42° 17′ 10″ N, 1° 23′ 47″ E / 42.2861°N,1.39636°E 1179.4 msnm        |           |                     | Modifica les dades a Wikidata |
|        | serra de la Bastida | Alàs i Cerc Ribera d'Urgellet            | serra        |         | 42° 19′ 07″ N, 1° 28′ 07″ E / 42.31865306°N,1.468675°E 1314.5 msnm   |           |                     | Modifica les dades a Wikidata |
|        | serra del Pla       | Ribera d'Urgellet                        | serra        |         | 42° 18′ 01″ N, 1° 24′ 00″ E / 42.3003°N,1.3999°E 978.3 msnm          |           |                     | Modifica les dades a Wikidata |
|        | serrat de Rocapedra | Ribera d'Urgellet                        | serra        |         | 42° 15′ 45″ N, 1° 24′ 54″ E / 42.2624°N,1.41503°E 1624.7 msnm        |           |                     | Modifica les dades a Wikidata |
|        | serrat de la Curna  | Montferrer i Castellbò Ribera d'Urgellet | serra        |         | 42° 20′ 20″ N, 1° 21′ 01″ E / 42.3388°N,1.35014°E 1453.6 msnm        |           |                     | Modifica les dades a Wikidata |
|        | serrat del Taller   | Ribera d'Urgellet                        | serra        |         | 42° 15′ 25″ N, 1° 23′ 04″ E / 42.25685833°N,1.38436722°E 1300.7 msnm |           |                     | Modifica les dades a Wikidata |

## vèrtex geodèsic
| imatge | Nom        | Ubicat a          | instància de    | Detalls   | coordenades                                                        | Protecció | Commons (més fotos) | Dades a WD                    |
| ------ | ---------- | ----------------- | --------------- | --------- | ------------------------------------------------------------------ | --------- | ------------------- | ----------------------------- |
|        | Can Franch | Ribera d'Urgellet | vèrtex geodèsic | Alt: 1.2m | 42° 18′ 08″ N, 1° 25′ 59″ E / 42.302315°N,1.433172°E 1342.234 msnm |           |                     | Modifica les dades a Wikidata |
|        | Serrainas  | Ribera d'Urgellet | vèrtex geodèsic | Alt: 1.2m | 42° 15′ 44″ N, 1° 26′ 06″ E / 42.262236°N,1.434886°E 1686.978 msnm |           |                     | Modifica les dades a Wikidata |

## Misc
| imatge | Nom                                    | Ubicat a                                                           | instància de                     | Detalls                                                             | coordenades                                                                                       | Protecció                                            | Commons (més fotos)      | Dades a WD                    |
| ------ | -------------------------------------- | ------------------------------------------------------------------ | -------------------------------- | ------------------------------------------------------------------- | ------------------------------------------------------------------------------------------------- | ---------------------------------------------------- | ------------------------ | ----------------------------- |
|        | Alzinera de Coma Servera               | Ribera d'Urgellet                                                  | arbre singular                   | Taxon: alzina (Quercus ilex) Ample: 17.6m Alt: 11m Perímetre: 3.46m | 42° 14′ 27″ N, 1° 24′ 17″ E / 42.24097°N,1.40466°E ca:Coma Servera, Montant de Tost 1275 msnm     | arbre monumental                                     | Alzinera de Coma Servera | Modifica les dades a Wikidata |
|        | Baridà                                 | Ribera d'Urgellet                                                  | enclavament                      |                                                                     | 42° 16′ 14″ N, 1° 19′ 52″ E / 42.27059167°N,1.33124444°E                                          |                                                      |                          | Modifica les dades a Wikidata |
|        | Castell de Tost                        | Ribera d'Urgellet                                                  | castell                          | Estil: arquitectura romànica                                        | 42° 16′ 21″ N, 1° 23′ 03″ E / 42.2725°N,1.38416°E 787 msnm                                        | bé d'interès cultural bé cultural d'interès nacional | Castell de Tost          | Modifica les dades a Wikidata |
|        | Central Tèrmica d'Adrall               | Ribera d'Urgellet                                                  | central tèrmica                  |                                                                     | 42° 19′ 27″ N, 1° 23′ 46″ E / 42.324122°N,1.396084°E                                              | bé cultural d'interès local                          | Central Tèrmica d'Adrall | Modifica les dades a Wikidata |
|        | Creu de la Freita                      | Ribera d'Urgellet                                                  | collada                          |                                                                     | 42° 18′ 34″ N, 1° 25′ 38″ E / 42.30947197498°N,1.42734651196271°E                                 |                                                      |                          | Modifica les dades a Wikidata |
|        | LV-4001                                | Ribera d'Urgellet                                                  | carretera                        | Llarg: 12.4km                                                       | 42° 14′ 54″ N, 1° 20′ 49″ E / 42.2483°N,1.34707°E                                                 |                                                      |                          | Modifica les dades a Wikidata |
|        | Necròpolis d'Hortó                     | Ribera d'Urgellet                                                  | necròpolis                       |                                                                     | 42° 19′ 32″ N, 1° 22′ 16″ E / 42.3256179787082°N,1.37112927798696°E                               |                                                      |                          | Modifica les dades a Wikidata |
|        | Segre                                  | Catalunya Pirineus Orientals                                       | riu curs d'aigua riu aurífer     | Desemboca: Ebre Llarg: 265km Conca: 22400km²                        | 42° 24′ 09″ N, 2° 06′ 30″ E / 42.4025°N,2.1084°E 41° 21′ 48″ N, 0° 18′ 16″ E / 41.3633°N,0.3044°E |                                                      | Segre River              | Modifica les dades a Wikidata |
|        | casa consistorial de Ribera d'Urgellet | Ribera d'Urgellet                                                  | casa consistorial                |                                                                     | 42° 18′ 58″ N, 1° 23′ 05″ E / 42.3161605°N,1.3845941°E                                            |                                                      |                          | Modifica les dades a Wikidata |
|        | creu de Sant Germé                     | Ribera d'Urgellet                                                  | edifici històric creu monumental |                                                                     | 42° 15′ 07″ N, 1° 23′ 04″ E / 42.2518864443912°N,1.38445946751669°E                               |                                                      |                          | Modifica les dades a Wikidata |
|        | dolmen de Conorbau                     | Ribera d'Urgellet                                                  | dolmen                           |                                                                     | 42° 16′ 06″ N, 1° 18′ 20″ E / 42.2682530409986°N,1.3054211025079°E                                |                                                      |                          | Modifica les dades a Wikidata |
|        | la Borda del Salvador                  | Ribera d'Urgellet                                                  | granja                           |                                                                     | 42° 19′ 26″ N, 1° 23′ 12″ E / 42.3237583171948°N,1.38673558455726°E                               |                                                      |                          | Modifica les dades a Wikidata |
|        | pedrera Comacsa                        | Ribera d'Urgellet                                                  | pedrera                          |                                                                     | 42° 16′ 05″ N, 1° 21′ 49″ E / 42.2681075065941°N,1.36360200500735°E                               |                                                      |                          | Modifica les dades a Wikidata |
|        | pou de gel d'Arfa                      | Arfa                                                               | pou de neu                       |                                                                     | 42° 19′ 56″ N, 1° 24′ 53″ E / 42.3321°N,1.41459°E                                                 | bé cultural d'interès local                          |                          | Modifica les dades a Wikidata |
|        | riu de la Vansa                        | la Vansa i Fórnols Josa i Tuixén Ribera d'Urgellet Fígols i Alinyà | curs d'aigua                     | Desemboca: Segre                                                    | 42° 13′ 51″ N, 1° 33′ 31″ E / 42.2308°N,1.55868°E                                                 |                                                      | La Vansa River           | Modifica les dades a Wikidata |
|        | torre dels Moros                       | Ribera d'Urgellet                                                  | torre de sentinella              |                                                                     | 42° 15′ 39″ N, 1° 24′ 11″ E / 42.2607998366806°N,1.40292693629691°E 1142 msnm                     |                                                      |                          | Modifica les dades a Wikidata |
|        | vall de Tost                           | Ribera d'Urgellet                                                  | indret                           |                                                                     | 42° 16′ 20″ N, 1° 23′ 07″ E / 42.272319°N,1.385169°E                                              |                                                      |                          | Modifica les dades a Wikidata |